# 希思 (阿拉巴马州)
希思（英文：Heath），是美国阿拉巴马州下属的一座城市。面积约为0.89平方英里（约合2.31平方公里）。根据2010年美国人口普查，该市有人口254人，人口密度为285.39/平方英里（约合109.96/平方公里）。